# Veneküla
Veneküla is een plaats in de Estlandse gemeente Rae, provincie Harjumaa. De naam betekent ‘Russisch dorp’. De plaats heeft de status van dorp (Estisch: küla).

## Bevolking
Het dorp had 46 inwoners op 31 december 2011 en 42 inwoners op 31 december 2021.

## Ligging
De Põhimaantee 11, de ringweg om Tallinn, en de goederenspoorlijn van Lagedi naar Muuga komen door Veneküla. De rivier Pirita loopt langs de oostgrens van het dorp. Aan de overkant ligt Loo in de gemeente Jõelähtme.

## Geschiedenis
Het is niet duidelijk of de naam ‘Russisch dorp’ teruggaat op Russen die zich hier gevestigd hadden of op Esten die zich hadden bekeerd tot de Russisch-Orthodoxe Kerk. In 1782 was er nog geen dorp, maar een herberg Wannaperre. Rond 1900 werd Wannaperre genoemd als dorp. De naam Veneküla (Duits: Wenekülla) dook pas op in 1913.
In 1977 werd het buurdorp Koplimetsa bij Veneküla gevoegd.